# Shahrestān di Kalat
Lo shahrestān di Kalat (farsi شهرستان کلات) è uno dei 28 shahrestān del Razavi Khorasan, il capoluogo è Kalat. Lo shahrestān è suddiviso in 2 circoscrizioni (bakhsh): 
- Centrale (بخش مرکزی)
- Zavin (بخش زاوین), con la città di Shahr-e Zow.